# Confessions of a Broken Heart (Daughter to Father)
«Confessions of a Broken Heart (Daughter to Father)» — перший сингл другого альбому американської поп-співачки Ліндсі Лоан — «A Little More Personal (Raw)». Пісня написана Ліндсі Лоан, Карою ДіоГуарді і Грегом Велльсом, в США вийшла 8 листопада 2005. Перша пісня Ліндсі, яка потрапиоа до «Billboard» Hot 100.

## Музичне відео
Режисером відеокліпу стала сама Ліндсі Лоан, зйомки проходили в Челсі, Манхеттен, Нью-Йорку, США. У музичному відео знімається не тільки Ліндсі, але й сестра Аліана, мама Діна і тато Майкл.

## Список пісень
Максі-сингл
1. «Confessions Of A Broken Heart (Daughter To Father)» — 3:38
2. «Confessions Of A Broken Heart (Daughter To Father)» (Dave Audé Remix) — 4:47
3. «My Innocence» — 4:19
4. «Confessions Of A Broken Heart (Daughter To Father)» (музичне відео)

## Чарти
| Чарт (2005)                   | Місце |
| ----------------------------- | ----- |
| Australian ARIA Singles Chart | 7     |
| Austrian Singles Top 75       | 74    |
| U.S. Billboard Hot 100        | 57    |
| U.S. Billboard Pop 100        | 41    |
| U.S. Billboard Digital Songs  | 14    |